# اووچاره (استان اشوی‌داشکسیه)
اووچاره (به لهستانی: Owczary) یک منطقهٔ مسکونی در لهستان است که در گمینا بوسکو-زدروی واقع شده‌است.